# Abdelsalem Ben Miloud Salem
Pour les articles homonymes, voir Ben Miloud.
Abdelsalem Ben Miloud Salem est un footballeur marocain né le 1er janvier 1921 à Mazagan (Maroc) et mort en 2006.
Salem a passé presque toute sa carrière à Marseille. Ce défenseur a joué 282 matches (pour 2 buts) et a remporté le titre de champion de France en 1948 avant d'être prêté en 1952 à Toulouse FC.

## Palmarès
- Champion de France 1948
- Finaliste de la Coupe de France 1954